# Hassan Yebda
Hassan Yebda - em árabe, حسان يبدة (Saint Maurice, 14 de maio de 1984), é um ex-futebolista franco-argelino que atuava como meio-campista.

## Carreira
Iniciou a sua carreira de jogador de futebol profissional em França no Auxerre sendo depois transferido para o Le Mans, clube no qual se destacou. Pelo meio jogou uma época emprestado ao Laval.
Com 24 anos de idade, em Maio de 2008 foi transferido a custo zero para o Benfica, após ter dado nas vistas no decorrer do campeonato anterior.
Apesar de ter ascendência argelina, no ano de 2000 foi campeão do mundo de sub-17 pela França. Impressiona pela estampa física, 1,87 m e 77 kg, sendo um médio versátil capaz de ocupar quase todas as posições de meio-campo.
No início da época 2009/2010 foi anunciado o seu empréstimo ao Portsmouth, por uma temporada.
Em 2010/11 foi emprestado ao Napoli que comprou o seu passe no final de época por 2,2M €.

## Títulos
Benfica
- Taça da Liga: 2008/09